# Carenzia melvilli
Carenzia melvilli is een slakkensoort uit de familie van de Seguenziidae. De wetenschappelijke naam van de soort is voor het eerst geldig gepubliceerd in 1909 door Mattheus Marinus Schepman.